# پیروزی تلخ
پیروزی تلخ (به انگلیسی: Bitter Victory) یک فیلم سینمایی فرانسوی سیاه و سفید محصول سال ۱۹۵۷ میلادی و به کارگردانی نیکلاس ری ساخته شده‌است. داستان در جنگ جهانی دوم، ریچارد برتون و کورد یورگنس به عنوان دو افسر ارتش انگلیس که در یک حمله کماندویی در شمال آفریقا اعزام شده‌اند، بازی می‌کنند. اولین نسخه عمومی این اثر سینمایی در تاریخ ۲۰ نوامبر ۱۹۵۷ در فرانسه بود.